# Леон Бувере
Лео́н Бувере́ (фр. Léon Bouveret; 1850 — 1929) — відомий французький терапевт і науковець.

## Біографія
Народився в 1850 році в маленькому містечку Сен-Жульєн-сюр-Рейссуз (фр. - Saint-Julien-sur-Reyssouze), розташованому 70 км на північ від Ліона. Його батько був лікарем, і займався вихованням і навчанням сина з раннього дитинства. Як обдарована дитина, Леон виявив себе уже під час навчання середній школі — зокрема, він блискуче виграв шкільний академічний конкурс з латинського віршування.
Бувере почав свою медичну освіту в Ліоні, продовжив — у Парижі, де він, у 1873 році, зайняв третє місце з-поміж сорока претендентів у конкурсі на інтернатуру в Паризькому шпиталі (фр. -Hôpitaux de Paris). У 1878 році у віці 29 років, він отримав ступінь доктора медицини і повернувся до Ліона. Там він став директором нещодавно створеної клініки медичного факультету в Ліоні, якою керував професор Рафаель Лепін (фр. Raphaël Lépine, 1840—1919). У наступному році він став лікарем у шпиталі Hôpitaux de Lyon. У 1880 році Бувере був призначений доцентом (фр. - Professeur agrégé).
У 1884 році Леон Бувере зі своїми молодими колегами досліджували епідемію холери в Ардеші (фр. - Ardèche), організовували обстеження, лікування і загальний догляд за хворими на холеру. Два роки по тому Бувере і Раймонд Тріп'є (фр. Raymond Tripier) написали книгу «Лікування тифозної гарячки холодними ваннами» — про доволі жорсткий, але певною мірою ефективний метод лікування, який швидко завоював визнання в Ліоні.

Ймовірно, найбільшим досягненням Бувере став підручник «Лікування хвороб шлунка» (фр. - Traité des maladies de l'estomac, 1893) — ця книга залишалася визнаним медичним підручником протягом десятиліть. У цій роботі Бувере виявив себе рішучим прихильником хірургічного лікування хвороб шлунка і лікарем-новатором, який з ентузіазмом підтримував нові прогресивні хірургічні методи. З 1882 він став членом редакційного комітету журналу Lyon médicale, в якому згодом опублікував багато своїх наукових праць. Усі публікації Бувере були перекладені німецькою.
Бувере перестав працювати в шпиталі Hôpitaux de Lyon в 1900 році. Проте, під час Першої світової війни він декілька разів повертався до своєї роботи в цій установі. Через несприятливі обставини він ніколи не був призначений професором на факультеті. Бувере продовжував свою власну практику, яка з часом розрослася до обширних масштабів, позаяк багато колег і учнів радилися з ним про своїх власних складних пацієнтів. Леон Бувере вважався видатним діагностом.Він особисто брав участь у догляді за своїми пацієнтами, сам проводив хімічні та бактеріологічні дослідження.

## Епоніми
- Синдром Бувере I — гостра обструкція шлунка або дванадцятипалої кишки, спричинена жовчними конкрементами, які мігрували через жовчно-шлункову або жовчево-дуоденальну норицю.
- Синдром Бувере II — ранній опис пароксизмальної тахікардії.

## Публікації
- Les sueurs morbides. Робота на здобуття посади доцента медичного факультету в Ліоні, Paris, 1880
- Syphilis, ataxie, cardiopathie. Paris, 1885
- La fièvre typhoïde traité par les bains froids (спільно з Raymond Tripier) Paris, 1886
- De la tachyardie essentielle paroxystique Revue de médecine, Paris, 1889, 9: 753—793, 837—855.
- Traité d'emphyème Paris, 1888
- La neurasthénie Paris, 1890; 2nd edition, 1891
- La dyspepsie par hypersécretion gastrique (спільно з Eugène Devic) Paris, 1891
- Traité des maladies de l'estomac Paris, 1893
- Essai sur la pathogénie du cancer Paris, 1930